# Molenlandroute

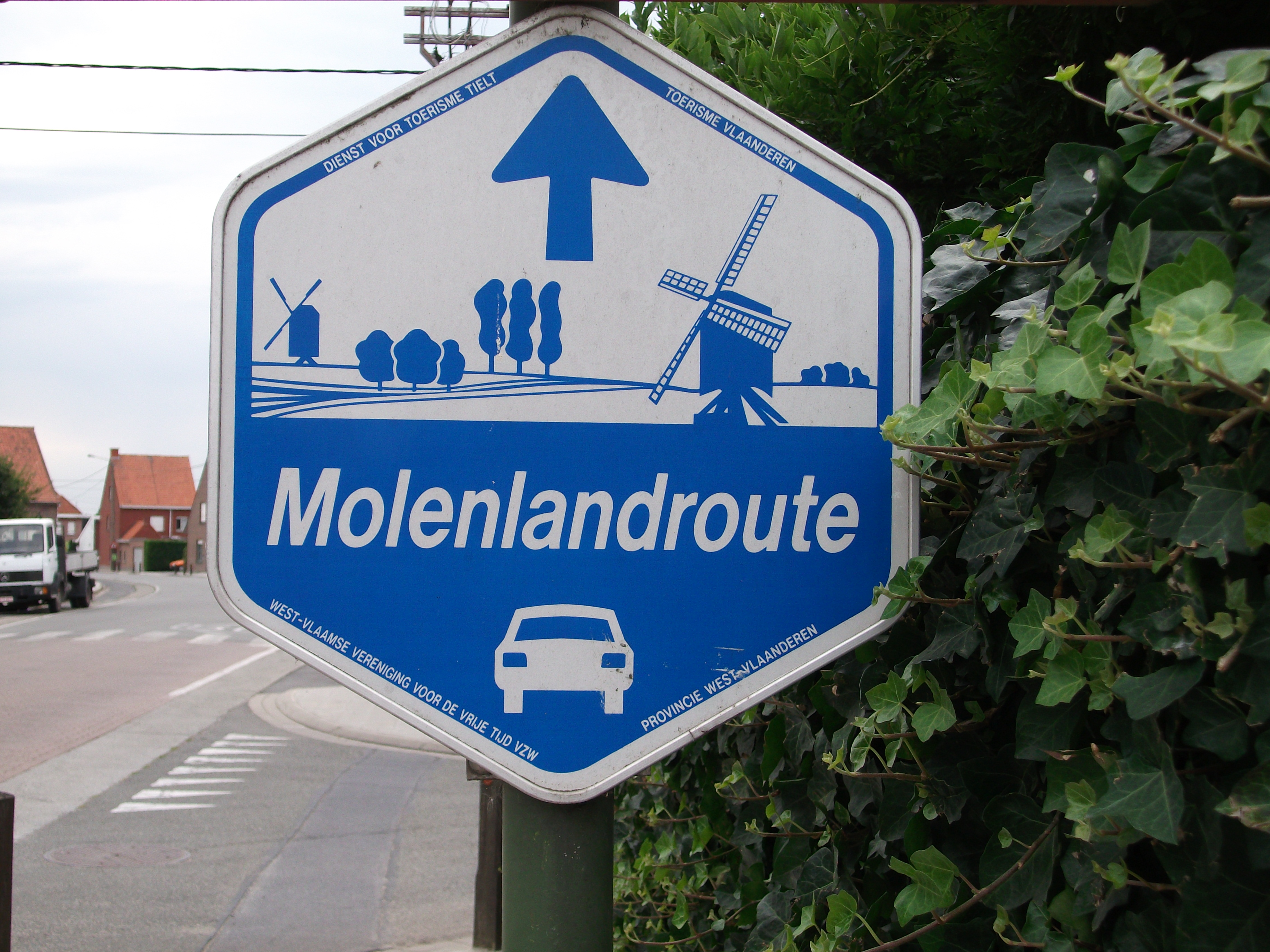

De Molenlandroute is een bewegwijzerde toeristische autoroute in Vlaanderen. De 82 kilometer lange route is bewegwijzerd met zeshoekige blauwwitte borden. De route doet onder andere Tielt, Meulebeke, Ardooie, Pittem, Wingene, Ruiselede aan.